# Pulo (Tempeh)
Pulo is een bestuurslaag in het regentschap Lumajang van de provincie Oost-Java, Indonesië. Pulo telt 9462 inwoners (volkstelling 2010).